# Pomfret (Nowy Jork)
Pomfret – miasto w Stanach Zjednoczonych, w stanie Nowy Jork, w hrabstwie Chautauqua.